# Баждаревич, Мехмед
Ме́хмед Бажда́ревич (сербохорв. Mehmed Baždarević / Мехмед Баждаревић; род. 28 сентября 1960, Вишеград, СР Босния и Герцеговина, СФРЮ) — югославский и боснийский футболист и футбольный тренер.

## Игровая карьера

### Клубная карьера
Его профессиональная карьера началась в клубе «Железничар» в 1979 году. Баждаревич сыграл более 300 игр за клуб. Он был частью команды, которая под руководством Ивицы Осима сумела достичь полуфинала Кубка УЕФА в 1985 году. В 1987 году он переехал во французский «Сошо». Он играл за клуб до 1996 года. За «Сошо» Мехмед сыграл более чем в 350 матчах в различных турнирах.
После этого он играл за «Ним» (1996—1997) и за швейцарский «Этуаль Каруж» (1998), прежде чем он объявил о своём уходе летом 1998 года.

### Международная карьера
Также он играл за национальные сборные двух стран. Его дебют в сборной Югославии пришёлся на 1983 год. В итоге Баждаревич сыграл за сборную 54 матча и забил 4 гола. Мехмед начал играть за сборную Боснии и Герцеговины в 1992 году после того, как она получила независимость. Тем не менее команда не признавалась ФИФА до 1995 года, отчасти из-за войны в Югославии.
Международная карьера Баждаревича запомнилась благодаря его плевку в лицо турецкого арбитра Юсуфа Намоглу во время отборочного матча к чемпионату мира 1990 года против сборной Норвегии в Сараеве 11 октября 1989 года. Матч уже не имел турнирного значения, так как югославы обеспечили участие в финальном турнире; за плевок Баждаревич был удалён уже на 13-й минуте. После инцидента Баждаревич был дисквалифицирован на несколько международных матчей, в том числе вынужден был пропустить финальный турнир ЧМ-1990.

## Тренерская карьера
Тренерская карьера Баждаревича началась в «Сошо», где он был помощником, а также тренером резервной команды. Его первая работа в качестве главного тренера была в клубе «Истр». Под его руководством клуб достиг самого большого успеха — выхода во французскую Лигу 1 в 2004 году, что и обеспечило ему награду Менеджер года в Лиге 2. 16 июля 2005 года возглавил тунисский клуб «Этуаль дю Сахель». В 2005 году он вместе с клубом дошёл до финал Африканской Лиги чемпионов. Мехмед был уволен 12 апреля 2006 года после поражения 0:1 дома от Union Sportive Monastir, что в итоге привело клуб к победе в чемпионате Туниса. Затем в 2006 году работал в качестве главного тренера «Аль-Вакра». В декабре 2007 года Мехмед вернулся во Францию, чтобы поработать с «Греноблем». В сезоне 2007/08 «Гренобль» во главе с Баждаревичем выиграл Лигу 2 и получил путёвку в Высшую лигу французского футбола. В сентябре 2010 года он покинул «Гренобль».
10 июня 2011 года Мехмед Баждаревич был назначен в качестве главного тренера «Сошо», за который выступал в качестве игрока на протяжении 9 лет. 6 марта 2012 года он был уволен из-за плохих результатов.
В 2012—2013 гг. тренировал катарский клуб «Аль-Вакра». С 2014 года по 2017 год — главный тренер сборной Боснии и Герцеговины.